# Grippers

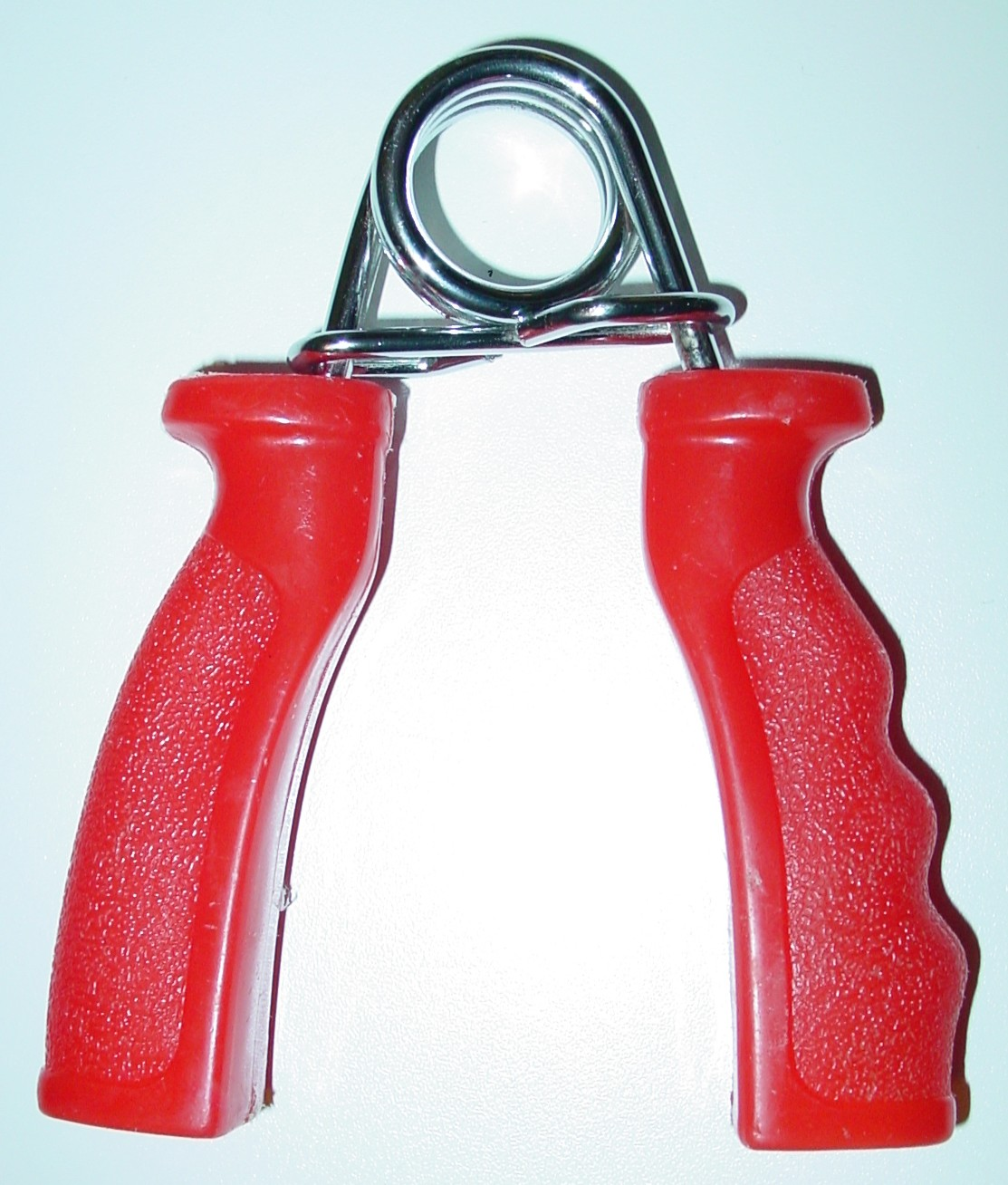
En så kallad Sportgripper. Lättare motstånd gentemot mer styrkesportsinriktade grippers. (som exempelvis svårare grippers i serien Captains of Crush).

En Gripper är ett träningsverktyg för greppstyrka, som mer precist tränar "kross-styrka".  Grippern består av två handtag som sitter i varsin ända av en fjäder där användaren trycker ihop handtagen med en hand. En lättare gripper ger ca 15-20 kilos motstånd medan de tyngsta kan ha ett motstånd på 165 kg (tex. CoC #4). En gripper av den styrkan är det dock endast en handfull mängd personer som har lyckats stänga. Vid mätningar med RGC (Redneck Gripper Calibrator), har dock motståndet uppmätt varit betydligt lägre än 165 kg på CoC #4:or och andra grippers.
Den vanligaste övningen är då användaren sätter grippern i handen och klämmer ihop den, men det finns ett urval av övningar man kan göra. Till exempel inverterade stängningar, alltså att man vänder upp och ner på grippern och stänger den. Så kallade Strap holds är en populär övning för att öka i styrka i grippers. Då hänger man vikter mellan gripperns handtag med en rem, skosnöre eller dylikt, för ökat motstånd.

## IronMind Grippershistoria
En av de första grippersen på marknaden var märket Iron Man, skapat av Warren Tetting, marknadsförda i Iron Man Magazine 1964. Dessa grippers fanns i olika styrkor som "Heavy Duty", "Extra Heavy Duty", samt "Super Duty". På det sena 1980-talet återintroducerades märket av företaget IronMind. Senare på 1990-talet introducerade samma företag grippers som kallades Silver Crush. Båda dessa grippersmärken var inte "märkta", såsom nyare Captains of Crush-grippers är. Märkningen är viktig för att se motståndet på grippersen. Dock så märktes den nya generationen Silver Crush-grippers, som kom 1993. De märktes med "T" (Trainer), 1, 2, samt 3. Ungefär som det är idag på CoC (Captains of Crush). CoC börjades IronMinds grippers bli märkta med omkring 2003-2004.
Ironminds gripper:
- G=Guide
- S=Sport
- T=Trainer
- 0,5 (kallad "Point Five")
- 1
- 1,5
- 2
- 2,5
- 3
- 3,5
- 4

## Tyngre CoC-grippers
Den tyngsta grippern i CoC-serien är CoC #4. Den introducerades 1994. De grippersen är det endast en handfull personer i världen som har lyckats stänga, däribland Magnus Samuelsson. Han har certifierat sig på CoC #4 hos IronMind.  Den första personen att stänga CoC #4 var Joe Kinney. Men även CoC #3 och #3,5 anses vara så tunga att stänga att man kan certifiera sig på dom, för att då komma med i en lista över andra personer som har utfärdat samma prestation. En handfull svenskar har hittills certifierat sig på CoC #3.